# Szwedzka Królewska Orkiestra Filharmoniczna
Szwedzka Królewska Orkiestra Filharmoniczna (szw: Kungliga Filharmonikerna lub Kungliga Filharmoniska Orkestern) – szwedzka orkiestra symfoniczna.
Założona w 1902 roku jako Konsertföreningens orkester, w latach 1957–1992 nosiła nazwę Stockholms Filharmoniska Orkester. Od 1926 roku jej siedzibą jest Konserthuset w Sztokholmie.

## Główni dyrygenci
- Georg Schnéevoigt (1915–1924)
- Václav Talich (1926–1936)
- Fritz Busch (1937–1940)
- Carl Garaguly (1942–1953)
- Hans Schmidt-Isserstedt (1955–1964)
- Antal Doráti (1966–1974)
- Giennadij Rożdiestwienski (1974–1977)
- Yuri Ahronovitch (1982–1987)
- Paavo Berglund (1987–1990)
- Giennadij Rożdiestwienski (1991–1995)
- Andrew Davis i Paavo Järvi (1995–1998)
- Alan Gilbert (2000–2008)
- Sakari Oramo (od 2008)